# Віллар-Дора
Віллар-Дора (італ. Villar Dora, п'єм. Vilar Dòra) — муніципалітет в Італії, у регіоні П'ємонт,  метрополійне місто Турин.
Віллар-Дора розташований на відстані близько 550 км на північний захід від Рима, 26 км на захід від Турина.
Населення — 2936 осіб (2014).

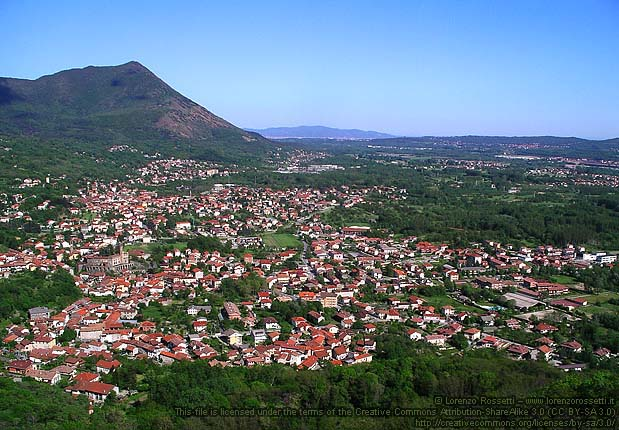

Щорічний фестиваль відбувається 22 січня. Покровитель — Vincenzo.

## Демографія
Населення за роками:

Станом на 1 січня 2023 року в муніципалітеті офіційно проживало 113 іноземців з 20 країн, серед них 66 громадян країн Євросоюзу.

## Сусідні муніципалітети
- Альмезе
- Авільяна
- Капріє
- Руб'яна
- Сант'Амброджо-ді-Торино